# TOKYO MUZiCAL HOTEL
『TOKYO MUZiCAL HOTEL』（トウキョウ・ミュージカル・ホテル）は、SuG通算4枚目(メジャー1枚目)のアルバム。2010年3月9日発売。
発売元はポニーキャニオン

## 解説
「Punkitsch」以来1年半ぶりのアルバムで、フルアルバムとしては「nOiZ stAr」以来約1年10か月ぶり。
キャッチコピーは不確かな世界で、たったひとつの確かなものを時代を切り裂く三次元ストーリー。
初回限定盤は、撮り下ろし48ページフォトブックつき特製穴あきスリーヴ仕様。
ホテルの一室一室で起きているストーリーをコンセプトとしている。

## 収録曲

### 初回限定盤
CD
1. gr8 story [3:30]
  - メジャーデビューシングルで、今作の先行シングル。
2. Life♥2Die [album mix] [3:07]
  - インディーズ6thシングル。
3. Block Party MonstAr [3:46]
4. 39GalaxyZ [album mix] [3:57]
  - インディーズ5thシングル。
5. 武士道-bushido- FREAKY [3:37]
6. UMBILICAL [new arrange version] [3:58]
  - インディーズ4thシングルの1曲目。
7. 薫 [5:56]
  - 2012年現在SuG史上最も演奏時間の長い曲。
8. P!NK masquerade. [album mix] [3:38]
  - インディーズラストシングル。
9. L.E.D Ghosty [3:42]
10. KARMA DISCORD [3:36]
11. 16bit HERO 2 [1:48]
12. little lover boy [3:29]
13. dot.0 [5:32]
  - 本作の表題曲であり、PVが制作された。

DVD
1. 「dot.0」（VIDEO CLIP）いろいろなメイキングシーン満載の映像集。

### 通常盤
1. million $ orchestra [1:11]
  - インストゥルメンタル曲。「39GalaxyZ」、「Life♥2Die」、「gr8 story」のフレーズが使用されている。
2. gr8 story
3. Life♥2Die [album mix]
4. Block Party MonstAr
5. early morning children [0:29]
  - インストゥルメンタル曲。
6. 39GalaxyZ [album mix]
7. 武士道-bushido- FREAKY
8. sweet box refrain [0:38]
  - インストゥルメンタル曲で、2012年現在SuG史上最も演奏時間の短い曲。
9. UMBILICAL [new arrange version]
10. 薫
11. industrial police [0:57]
  - インストゥルメンタル曲。
12. P!NK masquerade. [album mix]
13. L.E.D Ghosty
14. KARMA DISCORD
15. super kawaiiii [0:59]
  - インストゥルメンタル曲。
16. 16bit HERO 2
17. little lover boy
18. dot.0